# リチャード・ジャッケル
リチャード・ジャッケル（Richard Hanley Jaeckel, 1926年10月10日 - 1997年6月14日）は、アメリカ合衆国の俳優。リチャード・ジェッケルとも表記される。

## 人物
ニューヨーク州ロングビーチで生まれ、ロサンゼルスで育つ。
20世紀フォックスの郵便室で働いた際に同社の役員の目に留まり、1943年の『ガダルカナル・ダイアリー』で映画デビュー。親族によればジャッケルは俳優になるつもりはなく、役員からの誘いを断り続けていたが、再三の説得を受けてスクリーンテストを受けたのだという。1944年、『ミッドウェイ囮作戦』の出演後は、1948年までアメリカ海軍に勤務。その後はロサンゼルスに戻り、俳優に復帰。
主に脇役でロバート・アルドリッチ監督作品に多く出演、軍隊経験から、軍人や警察官の役が多かった。日米合作で制作された特撮映画『ガンマー第3号 宇宙大作戦』や『緯度0大作戦』にも出演した。
ジャッケルはルエラ・パーソンズに気に入られており、彼女が彼のキャリアの後押しをしていたのだとされる。
ドイツ系であり、ドイツ語の語学力が買われて『コンバット!』にドイツ兵として出演したことがある。
子供は2人おり、息子のバリーはプロゴルファーになった。
人生の大半はカリフォルニア州で暮らしていたが、定期的に生まれ故郷であるニューヨークを訪れ、ニューヨークアスレチッククラブで運動をしていたとされる。
1997年6月14日、悪性黒色腫との3年間の闘病の末、死去。70歳。

## 主な出演作品

### 映画
- ガダルカナル・ダイアリー Guadalcanal Diary (1943)
- ミッドウェイ囮作戦 Wing and a Prayer (1944)
- 戦場 Battleground (1949)
- 硫黄島の砂 Sands of Iwo Jima (1949)
- 拳銃王  The Gunfighter (1950)
- 愛しのシバよ帰れ Come Back, Little Sheba (1952)
- 暴力帝国 Hoodlum Empire (1952)
- 欲望の谷 The Violent Men (1954)
- 攻撃 Attack (1956)
- 決断の3時10分 3:10 to Yuma (1957)
- カウボーイ Cowboy (1958)
- 殺人捜査線 The Lineup (1958)
- 裸者と死者 The Naked and the Dead (1958)
- 太平洋紅に染まる時/山本元帥とハルゼイ提督 The Gallant Hours (1960)
- 燃える平原児 Flaming Star (1960)
- 非情の町 Town Without Pity (1961)
- テキサスの四人 4 for Texas (1963)
- 特攻大作戦 The Dirty Dozen (1967)
- ガンマー第3号 宇宙大作戦 The Green Slime (1968、日米合作)
- コマンド戦略 The Devil's Brigade (1967)
- 緯度0大作戦 Latitude Zero (1969、日米合作)  - ペリー・ロートン[2]
- チザム Chisum (1970)
- オレゴン大森林/わが緑の大地 Sometimes a Great Notion (1971) ※第44回アカデミー助演男優賞ノミネート
- ワイルド・アパッチ Ulzana's Raid (1972)
- ビリー・ザ・キッド/21才の生涯 Pat Garret and Billy the Kid (1973)
- 組織 The Outfit (1973)
- 新・動く標的 The Drowning Pool (1975)
- グリズリー Grizzly (1976)
- アニマル大戦争 Day of the Animals (1977)
- 合衆国最後の日 Twilight's Last Gleaming (1977)
- ビバ!ラブ・バッグ Herbie Goes Bananas (1980)
- カリフォルニア・ドールズ ...All the Marbles (1981)
- フライング・ハイ2/危険がいっぱい月への旅 Airplane II: The Sequel (1982)
- スターマン/愛・宇宙はるかに Starman (1984)
- ブラックライダー Black Moon Rising (1986)
- デルタフォース2 Delta Force 2: The Colombian Connection (1990)
- キング・オブ・キックボクサー The King of the Kickboxers (1991)

### テレビドラマ
- 大草原の小さな家 Little House on the Prairie (1976-1981)
- 私立探偵スペンサー Spenser: For Hire (1985-1987)
- ベイウォッチ Baywatch (1989-1994)